# Bagarkot
Bagarkot (nepalski: बगरकोट) – gaun wikas samiti w zachodniej części Nepalu w strefie Mahakali w dystrykcie Dadeldhura. Według nepalskiego spisu powszechnego z 2001 roku liczył on 695 gospodarstw domowych i 4107 mieszkańców (2110 kobiet i 1997 mężczyzn).